# مات ريان (مجدف)
مات ريان (بالإنجليزية: Matt Ryan)‏ هو مجدف أسترالي، ولد في 23 يونيو 1984 في سيدني في أستراليا.

## وصلات خارجية
- مات ريان على موقع الاتحاد الدولي للتجديف (الإنجليزية)
- مات ريان على موقع اللجنة الأولمبية الدولية (الإنجليزية)
- مات ريان على موقع أوليمبيديا (الإنجليزية)
- مات ريان على موقع اللجنة الأولمبية الأسترالية (الإنجليزية)